# Revolució de Zanzíbar
La Revolució de Zanzíbar (àrab: ثورة زنجبار, Ṯawrat Zanjibār) va ocórrer en 1964 i va portar al derrocament del Sultà de Zanzíbar i el seu govern principalment àrab per revolucionaris africans locals. Zanzíbar era un estat ètnicament divers que consistia en diverses illes enfront de la costa oriental de Tanganica a les quals Gran Bretanya havia concedit la independència en 1963. En una sèrie d'eleccions parlamentàries que van precedir la independència, la minoria àrab va aconseguir mantenir el poder que havia heretat de l'anterior existència de Zanzíbar com a territori d'ultramar d'Oman. Frustrat per la subrepresentació en el Parlament malgrat haver obtingut el 54% dels vots en les eleccions de juliol de 1963, el Partit Afro-Xirazi (ASP), principalment africà, es va aliar amb el Partit Umma, d'esquerres, i a primera hora del matí del 12 de gener de 1964 John Okello, membre de l'ASP, va mobilitzar a uns 600-800 revolucionaris a l'illa principal de Unguja (illa de Zanzíbar). Després d'haver envaït la força policial del país i haver-se apropiat del seu armament, els insurgents es van dirigir a la ciutat de Zanzíbar on van enderrocar al Sultà i el seu govern. A continuació, es van prendre represàlies contra els civils àrabs i d'Àsia meridional de l'illa; el nombre de morts resultant és objecte de controvèrsia, amb estimacions que oscil·len entre diversos centenars i 20.000. El líder moderat de l'ASP, Abeid Karume, es va convertir en el nou president i cap d'Estat del país, i es van concedir posats de poder als membres del partit Umma.
Els aparents llaços comunistes del nou govern concernien els governs occidentals. Com Zanzíbar estava dins de l'esfera d'influència britànica, el govern britànic va elaborar una sèrie de plans d'intervenció. No obstant això, el temut govern comunista mai es va materialitzar, i pel fet que els ciutadans britànics i estatunidencs van ser evacuats amb èxit, aquests plans no es van dur a terme. Mentrestant, les potències del bloc comunista d'Alemanya Oriental i la Unió Soviètica, juntament amb l'antisoviètica República Popular de la Xina, van establir relacions amistoses amb el nou govern reconeixent al país i enviant assessors. Karume va aconseguir negociar una fusió de Zanzíbar amb Tanganyika per a formar la nova nació de Tanzània, acte que els mitjans de comunicació contemporanis consideren un intent d'impedir la subversió comunista de Zanzíbar. La revolució va posar fi a 200 anys de domini àrab a Zanzíbar i es commemora a l'illa cada any amb celebracions d'aniversari i un dia festiu.

## Context
L'Arxipèlag de Zanzíbar, que ara forma part de la república de Tanzània al sud-est d'Àfrica, és un grup d'illes situades en l'Oceà Índic enfront de la costa de Tanganyika. Comprèn la principal illa meridional de Unguja (també coneguda com a Zanzíbar), l'illa septentrional més petita de Pemba i nombrosos illots circumdants. Amb una llarga història de domini àrab que es remunta a 1698, Zanzíbar va ser un territori d'ultramar d'Oman fins que va aconseguir la independència en 1858 sota el seu propi sultanat. En 1890, durant el regnat d'Ali ibn Sa'id, Zanzíbar es va convertir en un protectorat britànic, i encara que mai va estar formalment sota domini directe, es va considerar part de l'Imperi Britànic.
En 1964, el país era una monarquia constitucional governada pel Sultà Jamshid bin Abdullah. Zanzíbar tenia una població d'al voltant de 230.000 africans —alguns dels quals reivindicaven ascendència persa i eren coneguts localment com a xirazis— i també contenia minories importants en els 50.000 àrabs i 20.000 sud-asiàtics que eren prominents en els negocis i el comerç. Els diversos grups ètnics s'estaven barrejant i les distincions entre ells s'havien desdibuixat; segons un historiador, una raó important del suport general al sultà Jamshid era la diversitat ètnica de la seva família. No obstant això, els habitants àrabs de l'illa, com a principals terratinents, eren en general més rics que els africans; els principals partits polítics s'organitzaven en gran manera segons línies ètniques, amb els àrabs dominant el Partit Nacionalista de Zanzíbar (ZNP) i els africans el Partit Afro-Xirazi (ASP). El ZNP tenia com a model de referència a Egipte, la qual cosa va causar algunes tensions amb els funcionaris colonials britànics, però Zanzíbar havia estat dominada per la seva elit àrab durant segles, i l'Oficina Colonial no podia imaginar un Zanzíbar governat pels negres.
El gener de 1961, en el marc del procés de descolonització, les autoritats britàniques de l'illa van establir circumscripcions electorals i van celebrar eleccions democràtiques. Tant l'ASP com el ZNP van guanyar 11 dels 22 escons disponibles en el Parlament de Zanzíbar, per la qual cosa es van celebrar noves eleccions al juny amb el nombre d'escons augmentat a 23. El ZNP va entrar en coalició amb el Partit Popular de Zanzíbar i Pemba (ZPPP) i aquesta vegada va obtenir 13 escons, mentre que l'ASP, malgrat rebre la majoria dels vots, va guanyar només 10. L'ASP va sospitar de frau electoral i va esclatar un desordre civil que va resultar en 68 morts. Per a mantenir el control, el govern de coalició va prohibir els partits d'oposició més radicals, va omplir l'administració pública amb els seus propis nomenaments i va polititzar la policia.
En 1963, amb l'augment del nombre d'escons parlamentaris a 31, es va repetir la votació de 1961 en unes altres eleccions en aquell mateix any. A causa de la configuració dels districtes electorals degut el gerrymandering que va dur a terme el ZNP, l'ASP, dirigit per Abeid Amani Karume, va obtenir el 54% del vot popular però només 13 escons, mentre que el ZNP/ZPPP va guanyar la resta i es va dedicar a enfortir el seu poder. El Partit Umma, format aquest any per partidaris àrabs socialistes radicals insatisfets amb ZNP, va ser prohibit, i tots els policies d'origen continental africà van ser acomiadats. Això va eliminar una gran part de l'única força de seguretat de l'illa, i va crear un grup d'homes furiosos entrenats pels paramilitars amb coneixement dels edificis, equip i procediments de la policia. A més, el nou govern dominat pels àrabs va deixar clar que, en política exterior, el Sultanat de Zanzíbar buscaria estrènyer els vincles amb el món àrab, especialment amb Egipte, i no tenia interès a forjar relacions amb les nacions del continent africà com desitjava la majoria negra. L'esclavitud havia estat abolida a Zanzíbar en 1897, però gran part de l'elit àrab que dominava la política de l'illa feia pocs esforços per ocultar la seva visió racista de la majoria negra com els seus inferiors, un poble apte només per a l'esclavitud. En el Parlament, el Ministre de Finances Juma Aley va respondre a les preguntes de Karume dient insultantment que no necessitava respondre a les preguntes d'un simple "barquer". Aley va explicar a més en un altre discurs en el Parlament que si els àrabs estaven excessivament representats en el Gabinet, no era pel racisme, sinó perquè les capacitats mentals dels negres eren tan abismalment baixes i les capacitats mentals dels àrabs com ell eren tan altes, observació que enfuria a la majoria negra. Els records del tràfic d'esclaus àrabs en el passat (alguns dels negres més vells havien estat esclaus en la seva joventut) juntament amb una visió clarament condescendent de l'elit àrab cap a la majoria negra en el present significava que gran part de la població negra de Zanzíbar tenia un odi feroç cap als àrabs, considerant il·legítim el nou govern dominat pels àrabs. El govern no va ajudar a ampliar el seu atractiu cap a la majoria negra retallant dràsticament la despesa a les escoles de les zones amb alta concentració de negres. El pressupost del govern amb les seves dràstiques retallades de despeses a les escoles de les zones negres va ser àmpliament vist com un senyal que el govern dominat pels àrabs estava planejant tancar als negres en un estatus permanent de segona classe.
El 10 de desembre de 1963 es va concedir la total independència del domini britànic, amb la coalició ZNP/ZPPP com a òrgan de govern. El govern va sol·licitar al Regne Unit un acord de defensa en el qual es demanava que s'estacionés a l'illa un batalló de tropes britàniques per a tasques de seguretat interna, però aquest va ser rebutjat per considerar-se inapropiat que les tropes britàniques participessin en el manteniment de la llei i l'ordre tan poc després de la independència. Gran part del gabinet que buscava estrènyer els llaços amb Egipte (governat pel nacionalista radical i antioccidental Nasser) no volia de totes maneres que les tropes britàniques estiguessin a Zanzíbar. Els informes dels serveis d'intel·ligència britànics preveien que era probable que en un futur pròxim es produïssin disturbis civils, acompanyats d'una creixent activitat comunista, i que l'arribada de les tropes britàniques podria fer que la situació es deteriorés encara més. No obstant això, molts estrangers van romandre a l'illa, inclosos 130 britànics que eren empleats directes del govern de Zanzíbar.
En 1959, un carismàtic ugandès anomenat John Okello va arribar a Pemba, treballant com a paleta, i al febrer de 1963 es va traslladar a Zanzíbar. Treballant com a funcionari del Sindicat de Treballadors de la Pintura de Zanzíbar i Pemba i com a activista a l'ASP, Okello s'havia construït una clientela i gairebé des del moment en què va arribar a Zanzíbar havia estat organitzant una revolució que planejava tenir lloc poc després de la independència.

## Revolució
Al voltant de les tres del matí del 12 de gener de 1964, 600-800 insurgents mal armats, principalment africans, ajudats per alguns dels ex-policies recentment acomiadats, van atacar les estacions de policia d'Unguja, els seus dos arsenals policials i l'estació de ràdio. Els atacants no tenien armes, perquè només estaven equipats amb llances, ganivets, matxets i ferros per a pneumàtics, i només tenien l'avantatge de la quantitat i la sorpresa. Els reemplaçaments de la policia àrab no havien rebut gairebé cap entrenament i, malgrat respondre amb una força mòbil, aviat van ser superats. El propi Okello va dirigir l'atac a la caserna general de la policia de Ziwani, que també va resultar ser el major arsenal de l'illa. Diversos dels rebels van ser derrocats, però la policia es va veure aclaparada pel gran nombre, i Okello va impressionar als seus homes amb el seu coratge en atacar personalment a un sentinella de la policia i en llevar-li el rifle, el va utilitzar per a matar el policia amb la baioneta. Armant-se amb centenars de rifles automàtics, metralletes i canons Bren capturats, els insurgents van prendre el control d'edificis estratègics en la capital, la ciutat de Zanzíbar. Al voltant de les 7 del matí, Okello va fer la seva primera emissió de ràdio des d'una emissora local que els seus seguidors havien capturat dues hores abans, cridant els africans a aixecar-se i enderrocar als "imperialistes". En aquest moment, Okello només es va referir a si mateix com "el mariscal de camp", la qual cosa va provocar moltes especulacions a Zanzíbar sobre qui era aquesta misteriosa figura que liderava la revolució i que parlava en suahili amb un marcat accent acholi, la qual cosa sonava molt estrany a Zanzíbar.
A les sis hores de l'esclat de les hostilitats, l'oficina de telègrafs de la ciutat i els principals edificis del govern estaven sota control revolucionari, i l'única pista d'aterratge de l'illa va ser capturada a les 2:18 de la tarda. En el camp, els combats havien esclatat entre els àrabs Manga, com es deia als àrabs rurals, i els africans. Els Manga estaven armats amb els seus rifles de caça, i una vegada que les armes confiscades en les comissaries de policia van arribar als rebels en el camp, els àrabs Manga estaven condemnats. A la Ciutat de Pedra, la resistència més feroç va ser la de la comissaria de Malindi, on sota el comandament del comissari de policia J. M. Sullivan (un policia britànic que es va quedar fins que es pogués contractar un substitut local), tots els atacs rebels van ser repel·lits, entre altres coses perquè els insurgents tendien a retirar-se cada vegada que eren atacats. Sullivan només va lliurar l'estació de Melindi a última hora de la tarda, després de quedar-se sense municions, i va marxar amb tota la seva força (cap policia havia estat mort o ferit) fins al moll de Stonetown per a abordar uns vaixells que els van portar a un vaixell, el Salama, per a treure'ls de Zanzíbar. En tota la Ciutat de Pedra, les botigues i les cases dels àrabs i els reial havien estat saquejades, mentre que nombroses dones àrabs i sudasiàtiques van ser violades en grup. El Sultà, juntament amb el Primer Ministre Muhammad Shamte Hamadi i membres del gabinet, va fugir de l'illa en el iot reial Seyyid Khalifa, i el palau del Sultà i altres propietats van ser confiscades pel govern revolucionari. Almenys 80 persones van morir i 200 van resultar ferides, la majoria d'elles àrabs, durant les 12 hores de lluita de carrer que van seguir. Seixanta-un ciutadans estatunidencs, entre ells 16 homes que treballaven en una estació de rastreig de satèl·lits de la NASA, van buscar refugi en el Club Anglès de la ciutat de Zanzíbar, i quatre periodistes estatunidencs van ser detinguts pel nou govern de l'illa.
Sense saber que Okello havia donat ordres de no matar cap blanc, els americans que vivien a Stone Town van fugir al Club Anglès, on hi havia el punt d'evacuació. Els que viatjaven en el comboi de cotxes al Club Anglès es van sorprendre en veure els cossos malparats dels homes àrabs estesos als carrers de Stone Town amb els seus penis i testicles tallats i ficats a la boca. Com a part dels plans acuradament traçats per Okello, per tota l'illa, bandes d'africans armats amb ganivets, llances i pangas (matxets) mataven sistemàticament tots els àrabs i sud-asiàtics que trobaven. El diplomàtic estatunidenc Don Petterson va descriure el seu horror en observar des de casa seva com una banda d'homes africans assaltava la casa d'un àrab, el decapitaven en públic amb una panga, i se sentien crits des de l'interior de la casa mentre la seva esposa i els seus tres fills eren violats i assassinats, i seguia la mateixa escena que es repetia a la casa següent d'un àrab, seguida d'una altra i una altra. Després de prendre el control de la Ciutat de Pedra el primer dia, els revolucionaris van continuar lluitant en els Manga pel control del camp durant almenys l'endemà passat, amb famílies senceres d'àrabs sent massacrades després que les seves cases fossin assaltades.
Segons la història oficial de Zanzíbar, la revolució va ser planejada i dirigida pel líder de l'ASP Abeid Amani Karume. No obstant això, en aquest moment Karume estava en el continent africà, igual que el líder del prohibit Partit Umma, Abdulrahman Muhammad Babu. El secretari de la branca de l'ASP per a Pemba, l'expolicia nascut a Uganda John Okello, havia enviat a Karume al continent per a garantir la seva seguretat. Okello havia arribat a Zanzíbar des de Kenya en 1959, afirmant haver estat mariscal de camp dels rebels kenyans durant l'aixecament de Mau Mau, encara que en realitat no tenia experiència militar. Va sostenir que havia sentit una veu que li ordenava, com a cristià, que alliberés al poble de Zanzíbar dels àrabs musulmans, encara que els propis zanzíbars eren predominantment musulmans i va ser Okello qui va dirigir als revolucionaris —principalment als membres desocupats de la Lliga Juvenil Afro-Xirazi— el 12 de gener. Un comentarista ha especulat a més que probablement va ser Okello, amb la Lliga Juvenil, qui va planejar la revolució. Sembla que va haver-hi tres plans diferents per a enderrocar al govern, liderats per Karume, Babu i Okello, dels quals l'últim era el més avançat i va ser ell qui va donar el cop que va derrocar el règim del Sultà. Okello no era gaire conegut a Zanzíbar, i el govern estava més preocupat per vigilar a l'ASP i a Umma, un pintor de cases poc conegut i poc instruït i funcionari sindical menor. Okello era un complet misteri per al món en el moment de la revolució, i el MI5 va informar a Whitehall que era un expolicia que va lluitar amb els Mau Mau a Kenya i havia estat entrenat a Cuba en l'art de la violència revolucionària. El mateix Okello en una conferència de premsa diversos dies després va negar iradament haver estat a Cuba o la Xina, declarant que era un cristià el lema del qual era "Tot es pot aprendre de la Bíblia".
Durant la revolució, es va produir una orgia de violència contra les comunitats del sud d'Àsia i dels països àrabs, en la qual milers de dones van ser violades pels seguidors d'Okello, i va haver-hi molts saquejos i massacres d'àrabs per tota l'illa. El diplomàtic estatunidenc Don Petterson va descriure les matances d'àrabs per la majoria africana com un acte de genocidi. Petterson va escriure: "El genocidi no era un terme que estigués de moda llavors, com ho va ser després, però és just dir que en algunes parts de Zanzíbar, la matança d'àrabs va ser un genocidi, pur i simple". Okello sovint parlava en la ràdio per a instar els seus seguidors en un fragorós llenguatge de l'Antic Testament a matar a tants àrabs com fos possible, amb la màxima brutalitat. Com a nacionalista panafricà que feia cantar als seus seguidors "Déu beneeixi a Àfrica" cada vegada que marxava pels carrers, Okello va apel·lar a la majoria negra, però al mateix temps, com a cristià militant que afirmava sentir la veu de Déu al seu cap, la crida d'Okello en una illa la població de la qual era 95% musulmana era limitat.

## Conseqüències

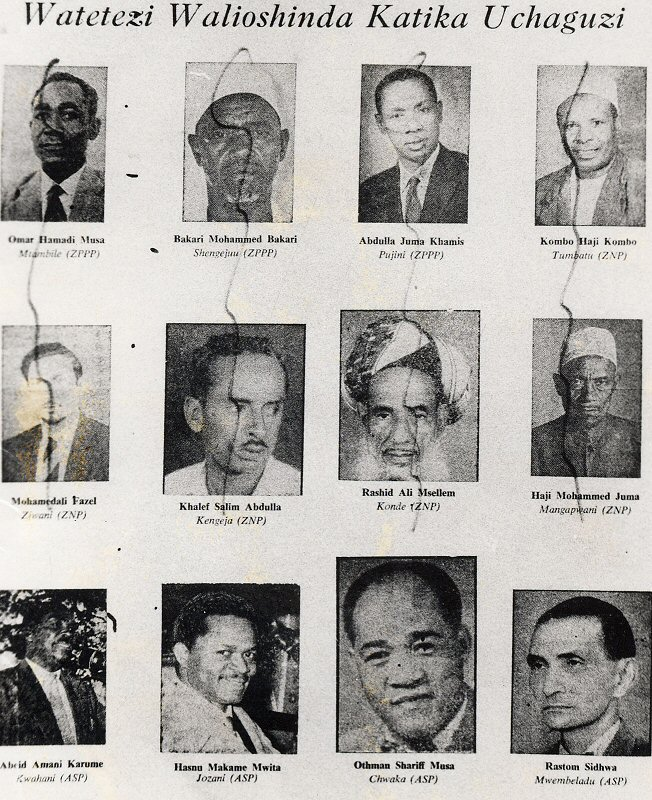
El paper mostra fotos de ex funcionaris del govern desfigurats després de la revolució

Els partits ASP i Umma van establir un Consell Revolucionari perquè actués com a govern interí, amb Karume al capdavant del consell com a President i Babu com a Ministre d'Afers Exteriors. El país va passar a dir-se República Popular de Zanzíbar i Pemba; els primers actes del nou govern van ser bandejar permanentment al Sultà i prohibir el ZNP i el ZPPP. Buscant distanciar-se del volàtil Okello, Karume el va apartar tranquil·lament de l'escena política, encara que se li va permetre conservar el seu autoaorgat títol de mariscal de camp. No obstant això, els revolucionaris d'Okello aviat van començar a prendre represàlies contra la població àrab i asiàtica d'Unguja, duent a terme pallisses, violacions, assassinats i atacs a la propietat. En discursos radiofònics va afirmar haver matat o empresonat a desenes de milers dels seus "enemics i titelles", però les estimacions reals del nombre de morts varien enormement, des de "centenars" fins a 20.000. Alguns periòdics occidentals donen xifres de 2.000 a 4.000; les xifres més altes poden estar inflades per les mateixes emissions d'Okello i els informes exagerats d'alguns mitjans de comunicació occidentals i àrabs. La matança de presoners àrabs i el seu enterrament en fosses comunes va ser documentada per un equip de filmació italià, que va filmar des d'un helicòpter, per a Africa Addio i aquesta seqüència de pel·lícula constitueix l'únic document visual conegut de les matances. Molts àrabs van fugir cap a un lloc segur a Oman, encara que per ordre d'Okello cap europeu va resultar ferit. La violència posterior a la revolució no es va estendre a Pemba.
Per al 3 de febrer Zanzíbar estava finalment tornant a la normalitat, i Karume havia estat àmpliament acceptat pel poble com el seu president. La presència policial tornava als carrers, les botigues saquejades tornaven a obrir-se i la població civil lliurava armes sense llicència. El govern revolucionari va anunciar que els seus presoners polítics, que eren 500, serien jutjats per tribunals especials. Okello va formar la Força Militar de la Llibertat (FMF), una unitat paramilitar composta pels seus propis partidaris, que patrullava els carrers i saquejava les propietats àrabs. El comportament dels partidaris d'Okello, la seva retòrica violenta, el seu accent ugandès i les seves creences cristianes alienaven a molts a l'ASP de Zanzíbar i musulmà, en gran part moderat, i per a març molts membres del seu FMF havien estat desarmats pels partidaris de Karume i la milícia del Partit Umma. L'11 de març Okello va ser oficialment despullat del seu rang de Mariscal de Camp, i se li va negar l'entrada quan intentava tornar a Zanzíbar d'un viatge al continent. Va ser deportat a Tanganica i després a Kenya, abans de tornar indigent al seu Uganda natal.
A l'abril el govern va formar l'Exèrcit Popular d'Alliberament (EPL) i va completar el desarmament de la milícia restant d'Okello FMF. El 26 d'abril Karume va anunciar que s'havia negociat una unió amb Tanganyika per a formar el nou país de Tanzània. La fusió va ser vista pels mitjans de comunicació contemporanis com un mitjà de prevenir la subversió comunista de Zanzíbar; almenys un historiador afirma que pot haver estat un intent de Karume, un socialista moderat, de limitar la influència del Partit Umma, de tendència radicalment esquerrana. Babu s'havia acostat als diplomàtics xinesos que havien organitzat l'enviament de diversos carregaments d'armes a Zanzíbar per a permetre que el Partit Umma tingués un braç paramilitar. Tant Karume com el president Nyerere de Tanganica estaven preocupats perquè Zanzíbar començava a convertir-se en un punt calent de tensions de la Guerra Freda mentre els diplomàtics americans i britànics competien per la influència amb els diplomàtics soviètics, xinesos i d'Alemanya Oriental, i tenir una unió amb els no alineats de Tanganica es considerava la millor manera de llevar a Zanzíbar del centre d'atenció del món. No obstant això, moltes de les polítiques socialistes del Partit Umma en matèria de salut, educació i benestar social van ser adoptades pel govern.

## Reacció internacional
Les forces militars britàniques en Kenya van ser informades de la revolució a les 4.45 del matí del 12 de gener i, a petició del sultà, es van posar a 15 minuts d'espera per a dur a terme un assalt a l'aeròdrom de Zanzíbar. No obstant això, l'Alt Comissionat Britànic a Zanzíbar, Timothy Crosthwait, no va informar de cap cas en què s'hagués atacat a ciutadans britànics i va aconsellar que no s'intervingués. En conseqüència, les tropes britàniques en Kenya es van reduir a quatre hores d'espera més tard aquesta mateixa nit. Crosthwait va decidir no aprovar una evacuació immediata dels ciutadans britànics, ja que molts ocupaven llocs governamentals clau i la seva sobtada eliminació pertorbaria encara més l'economia i el govern del país.
A les poques hores de la revolució, l'ambaixador americà va autoritzar la retirada dels ciutadans americans de l'illa, i un destructor de la marina americana, l'USS Manley, va arribar el 13 de gener. El Manley va atracar en el port de Zanzíbar, però els EUA no havien demanat permís al Consell Revolucionari per a l'evacuació, i el vaixell va ser rebut per un grup d'homes armats. El permís es va concedir finalment el 15 de gener, però els britànics van considerar que aquest enfrontament era la causa de molta mala voluntat posterior contra les potències occidentals a Zanzíbar.
Els organismes d'intel·ligència occidentals creien que la revolució havia estat organitzada per comunistes als quals els països del Pacte de Varsòvia havien subministrat armes. Aquesta sospita es va veure reforçada pel nomenament de Babu com a Ministre d'Afers Exteriors i Abdullah Kassim Hanga com Primer Ministre, tots dos coneguts esquerrans amb possibles vincles comunistes. Gran Bretanya creia que aquests dos eren associats pròxims d'Oscar Kambona, el Ministre d'Afers Exteriors de Tanganica, i que antics membres dels Tangayika Rifles havien estat posats a disposició per a ajudar amb la revolució. Alguns membres del Partit Umma portaven uniformes de combat i barbes cubanes a l'estil de Fidel Castro, la qual cosa es va prendre com una indicació del suport cubà a la revolució. No obstant això, aquesta pràctica va ser iniciada pels membres que havien treballat en una sucursal del PNZ a Cuba i es va convertir en un mitjà comú de vestir entre els membres del partit de l'oposició en els mesos anteriors a la revolució. El reconeixement per part del nou govern de Zanzíbar de la República Democràtica Alemanya (el primer govern africà que ho va fer) i de Corea del Nord va ser una prova més per a les potències occidentals que Zanzíbar s'estava alineant estretament amb el bloc comunista. A penes sis dies després de la revolució, The New York Times va declarar que Zanzíbar estava "a punt de convertir-se a la Cuba d'Àfrica", però el 26 de gener va negar que hi hagués una participació comunista activa. Zanzíbar continuava rebent suport dels països comunistes i al febrer se sabia que estava rebent assessors de la Unió Soviètica, la RDA i la Xina. Cuba també va prestar el seu suport amb el Che Guevara afirmant el 15 d'agost que "Zanzíbar és el nostre amic i li vam donar la nostra petita ajuda, la nostra ajuda fraternal, la nostra ajuda revolucionària en el moment en què va ser necessari" però negant que hi hagués tropes cubanes presents durant la revolució. Al mateix temps, la influència occidental disminuïa i al juliol de 1964 només un britànic, un dentista, seguia al servei del govern de Zanzíbar. S'ha al·legat que el mestre espia israelià David Kimche va ser un partidari de la revolució amb Kimche a Zanzíbar el dia de la Revolució.
El sultà deposat va fer una crida infructuosa a Kenya i Tanganica perquè prestessin assistència militar, encara que Tanganica va enviar 100 policies paramilitars a Zanzíbar per a contenir els disturbis. A part dels Rifles de Tanganyika (anteriorment els King's African Rifles), la policia era l'única força armada en Tanganyika, i el 20 de gener l'absència de la policia va portar a tot el regiment de Rifles a amotinar-se. Insatisfets amb els seus baixos salaris i amb la lentitud del procés de substitució dels seus oficials britànics per africans, el motí dels soldats va provocar aixecaments similars tant a Uganda com en Kenya. No obstant això, l'ordre en el continent africà es va restablir ràpidament sense que es produïssin incidents greus per part de l'Exèrcit Britànic i la Infanteria de Marina Real.
El possible sorgiment d'un estat comunista africà continuava sent una font d'inquietud a Occident. Al febrer, el Comitè Britànic de Defensa i Política Exterior va dir que, encara que els interessos comercials britànics a Zanzíbar eren "diminuts" i la revolució per si mateixa "no era important", la possibilitat d'intervenció havia de mantenir-se. Al Comitè el preocupava que Zanzíbar es convertís en un centre de promoció del comunisme a Àfrica, com l'havia fet Cuba a les Amèriques. Gran Bretanya, la major part de la Commonwealth i els Estats Units van retenir el reconeixement del nou règim fins al 23 de febrer, data en la qual ja havia estat reconegut per gran part del bloc comunista. En opinió de Crosthwait, això va contribuir al fet que Zanzíbar s'alineés amb la Unió Soviètica; Crosthwait i el seu personal van ser expulsats del país el 20 de febrer i només se'ls va permetre tornar una vegada que s'hagués acordat el reconeixement.

### Resposta militar britànica

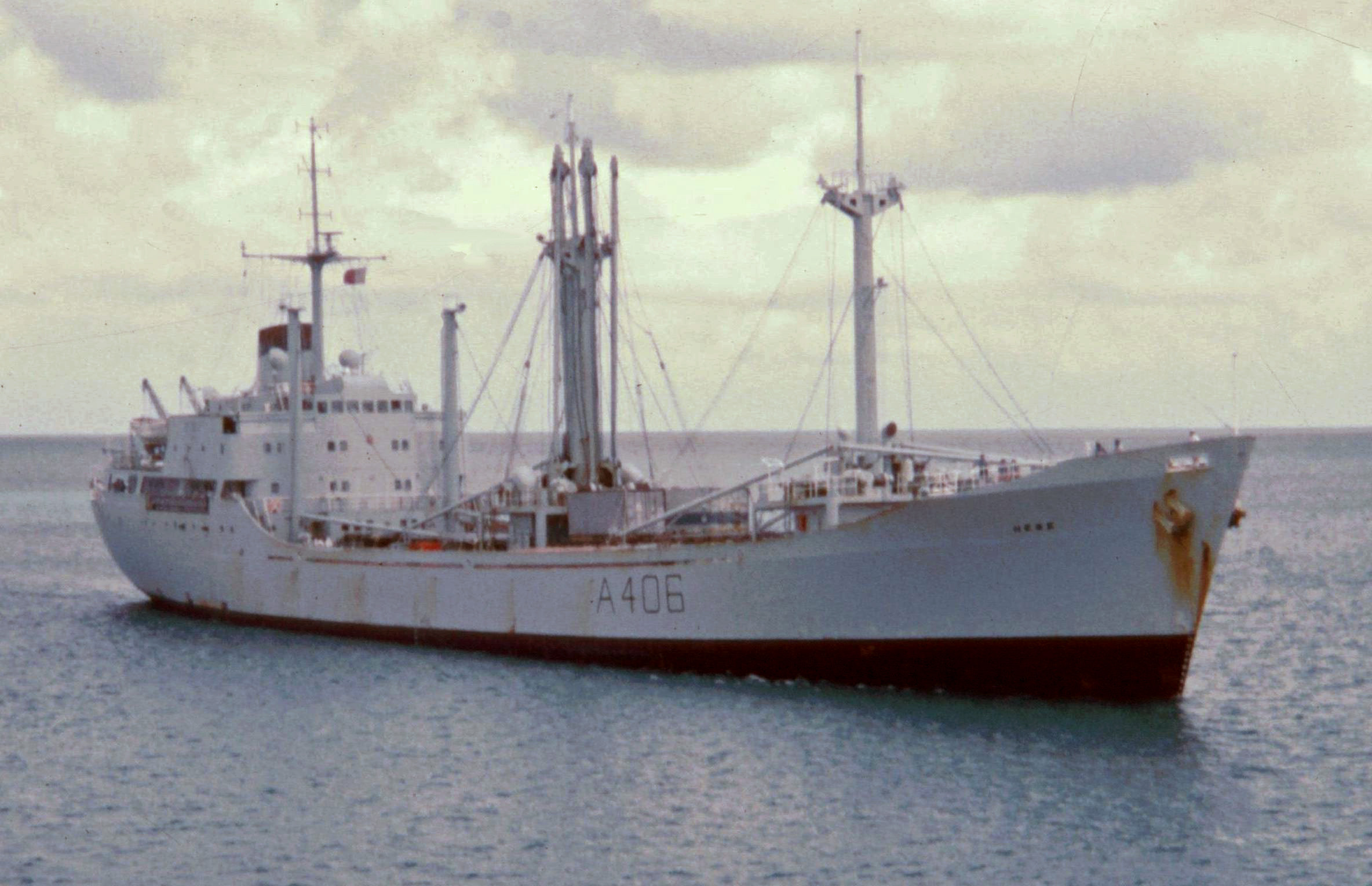
RFA Hebe

Després de l'evacuació dels seus ciutadans el 13 de gener, el govern dels EUA va declarar que reconeixia que Zanzíbar estava dins de l'esfera d'influència de Gran Bretanya, i que no intervindria. No obstant això, els EUA van instar a Gran Bretanya a cooperar amb altres països del sud-est d'Àfrica per a restaurar l'ordre. El primer vaixell militar britànic en l'escena va ser el vaixell de reconeixement HMS Owen, que va ser desviat de la costa de Kenya i va arribar la tarda del 12 de gener. Al Owen se li van unir el 15 de gener la fragata Rhyl i el vaixell auxiliar de la Flota Reial Hebe. Encara que l'Owen, lleugerament armat, havia estat capaç de proporcionar als revolucionaris un discret recordatori del poder militar de Gran Bretanya, el Hebe i el Rhyl eren assumptes diferents. A causa d'informes inexactes sobre la deterioració de la situació a Zanzíbar, el Rhyl transportava una companyia de tropes del primer batalló del regiment de Staffordshire procedent de Kenya, que el seu embarqui va ser àmpliament difós pels mitjans de comunicació kenyans, i que obstaculitzaria les negociacions britàniques amb Zanzíbar. L'Hebe acabava d'acabar de retirar les provisions del dipòsit naval de Mombasa i estava carregat d'armes i explosius. Encara que el Consell Revolucionari desconeixia la naturalesa del carregament del Hebe, la negativa de la Marina Reial a permetre un registre del vaixell va crear sospites en terra i van circular rumors que era un vaixell d'assalt amfibi.

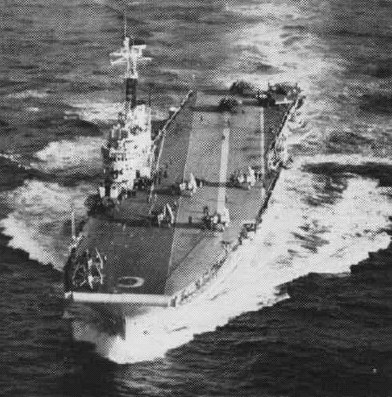
HMS Centaur

El 17 de gener es va completar una evacuació parcial de ciutadans britànics, quan els disturbis de l'exèrcit al sud-est d'Àfrica van provocar el desviament de Rhyl a Tanganica perquè les tropes que portava poguessin ajudar a sufocar el motí. En substitució, una companyia dels Gordon Highlanders va ser carregada a bord d'Owen perquè es pogués fer una intervenció si fos necessari. Els portaavions Centaur i Victorious també van ser traslladats a la regió com a part de l'Operació Parthenon. Encara que mai va ser promulgada, el Parthenon va ser pensat com una precaució en cas que Okello o els radicals del partit Umma intentessin prendre el poder dels ASP més moderats. A més dels dos portaavions, el pla incloïa tres destructors, Owen, 13 helicòpters, 21 avions de transport i reconeixement, el segon batalló de la Guàrdies Escoceses (en anglès: Scots Guards), 45 Commando de la Infanteria de Marina Reial i una companyia del segon batalló del Regiment de Paracaigudistes. L'illa d'Unguja i el seu aeroport anaven a ser ocupats per l'assalt de paracaigudistes i helicòpters, seguit de l'ocupació de Pemba. El Parthenon hauria estat la major operació aèria i amfíbia britànica des de la crisi de Suez.
Després de la revelació que els revolucionaris podrien haver rebut entrenament del bloc comunista, l'Operació Parthenon va ser reemplaçada per l'Operació Boris. Aquesta va consistir en un assalt amb paracaigudes a Unguja des de Kenya, però va ser abandonada posteriorment a causa de l'escassa seguretat en Kenya i a l'oposició del Govern d'aquest país a l'ús dels seus aeròdroms. En el seu lloc es va preparar l'Operació Finery, que suposaria un assalt en helicòpter per part dels Royal Marines des del HMS Bulwark, un vaixell d'assalt amfibi llavors estacionat a l'Orient Mitjà. Com Bulwark estava fos de la regió, el llançament de Finery requeriria un preavís de 14 dies, per la qual cosa en cas que fos necessària una resposta més immediata, es van col·locar les forces adequades amb un preavís de 24 hores per a llançar una operació a menor escala per a protegir als ciutadans britànics.
Amb la fusió de Tanganica i Zanzíbar el 23 d'abril, es temia que el Partit Umma donés un cop d'estat; l'Operació Shed estava dissenyada per a preveure la intervenció en cas que això ocorregués. Shed hauria requerit que un batalló de tropes, amb cotxes de reconeixement, fos transportat per aire a l'illa per a prendre l'aeròdrom i protegir el govern de Karume. No obstant això, el perill d'una revolta per la unificació aviat va passar, i el 29 d'abril les tropes destinades a Shed es van reduir a 24 hores d'avís. L'Operació Finery va ser cancel·lada el mateix dia. No obstant això, la preocupació per un possible cop d'estat persistia, i al voltant del 23 de setembre Shed va ser reemplaçat pel Pla Giralda, que incloïa l'ús de tropes britàniques d'Aden i el Llunyà Orient, que es promulgaria si el Partit Umma intentava enderrocar al President Julius Nyerere de Tanzània. Un batalló d'infanteria, una unitat de caserna general tàctic i elements de la Infanteria de Marina Reial haurien estat enviats a Zanzíbar per a llançar un assalt amfibi, amb el suport de tropes de seguiment de les bases britàniques en Kenya o Aden per a mantenir l'ordre públic. Giralda va ser desballestada al desembre, posant fi als plans britànics d'intervenció militar al país.

## Llegat

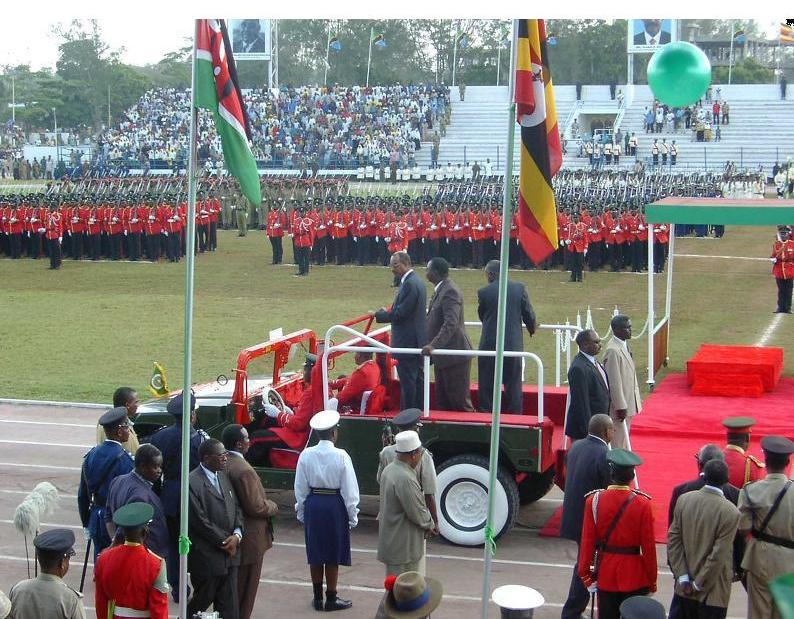
El president Amani Abeid Karume participa en una desfilada militar per a commemorar el 40 aniversari de la revolució

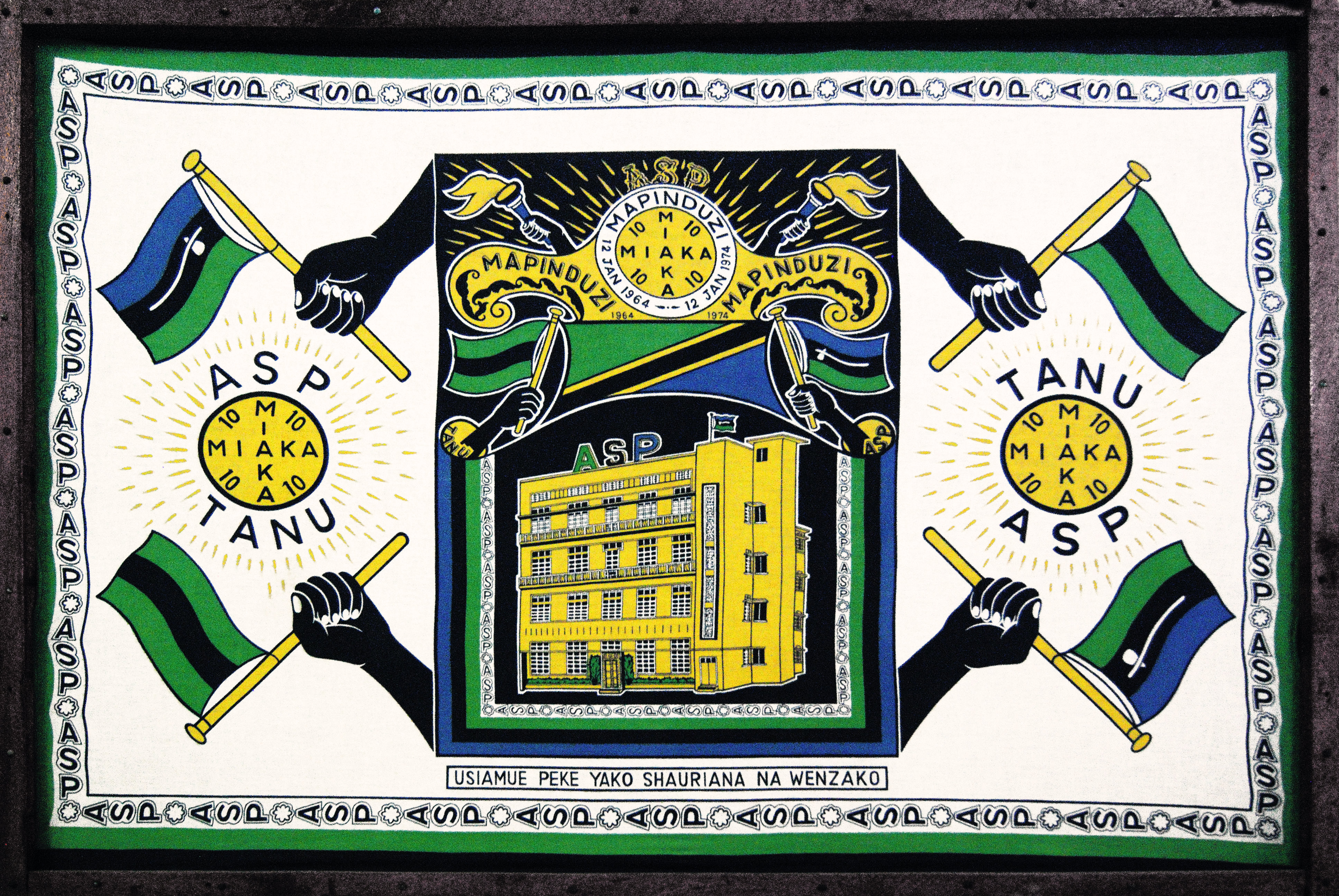
Un kanga que celebra deu anys des de la revolució (mapinduzi), amb referències a l'ASP i al TANU (museu de la Casa de les Meravelles, Stone Town)

Un dels principals resultats de la revolució de Zanzíbar va ser trencar el poder de la classe dirigent àrab/asiàtica, que l'havia mantingut durant uns 200 anys. Malgrat la fusió amb Tanganica, Zanzíbar va mantenir un Consell Revolucionari i una Cambra de Representants que, fins a 1992, va funcionar amb un sistema unipartidista i té poder sobre els assumptes interns. El govern nacional està dirigit pel President de Zanzíbar, sent Karume el primer titular d'aquest càrrec. Aquest govern va utilitzar l'èxit de la revolució per a aplicar reformes en tota l'illa. Moltes d'elles van implicar l'eliminació del poder dels àrabs. El servei civil de Zanzíbar, per exemple, es va convertir en una organització gairebé totalment africana, i la terra va ser redistribuïda dels àrabs als africans. El govern revolucionari també va instituir reformes socials com l'atenció sanitària gratuïta i l'obertura del sistema educatiu als estudiants africans (que abans de la revolució només havien ocupat el 12% de les places de l'escola secundària).
El govern va sol·licitar ajuda a la Unió Soviètica, la República Democràtica Alemanya (RDA) i la República Popular de la Xina per a finançar diversos projectes i assessorament militar. El fracàs de diversos projectes dirigits per la RDA, entre ells el Projecte Nou Zanzíbar, un pla de reurbanització urbana de 1968 per a proporcionar nous apartaments a tots els zanzíbares, va fer que Zanzíbar se centrés en l'ajuda xinesa. El govern de Zanzíbar posterior a la revolució va ser acusat de controls draconians sobre les llibertats personals i els viatges i va exercir nepotisme en els nomenaments per a càrrecs polítics i industrials, sent el nou govern de Tanzanía impotent per a intervenir. El descontentament amb el govern va arribar al seu punt màxim amb l'assassinat de Karume el 7 d'abril de 1972, al qual van seguir setmanes de lluita entre les forces pro i antigovernamentals. En 1992 es va establir finalment un sistema multipartidista, però Zanzíbar continua sent perseguit per les denúncies de corrupció i frau electoral, encara que les eleccions generals de 2010 es van considerar una millora considerable.
La revolució en si mateixa continua sent un esdeveniment d'interès per als zanzibaris i els acadèmics. Els historiadors han analitzat la revolució com alguna cosa que té una base racial i social, i alguns afirmen que els revolucionaris africans representen al proletariat que es rebel·la contra les classes dirigents i comercials, representades pels àrabs i els sud-asiàtics. Uns altres descarten aquesta teoria i la presenten com una revolució racial que va ser exacerbada per la disparitat econòmica entre les races.
Dins de Zanzíbar, la revolució és un esdeveniment cultural clau, marcat per l'alliberament de 545 presoners en el seu desè aniversari i per una desfilada militar en el seu 40è. El Dia de la Revolució de Zanzíbar ha estat designat com a festa pública pel govern de Tanzània; se celebra el 12 de gener de cada any.